# Simona-Geanina Pistru-Popa
Simona-Geanina Pistru-Popa (n.  ?) este un deputat român, ales în 2024 din partea PNL. 